# Ibrahim Diakité
Ibrahim Diakité (Compiègne, Francia, 31 de octubre de 2003) es un futbolista guineano. Juega de defensa y su equipo es el Círculo de Brujas de la Primera División de Bélgica. Es internacional absoluto por la selección de Guinea desde 2022.

## Trayectoria
Formado en las inferiores del Stade de Reims, fue promovido al primer equipo en 2021. Debutó en la Ligue 1 el 22 de diciembre de 2021 en el empate 1-1 ante el Olympique de Marsella.
El 13 de enero de 2023 fue cedido al KAS Eupen de la Primera División de Bélgica por el resto de la temporada.

## Selección nacional
Nació en Francia de padres guineanos, originarios de Touba. Debutó con la selección de Guinea el 27 de septiembre de 2022 ante Costa de Marfil.

## Estadísticas
Actualizado al último partido disputado el 18 de mayo de 2025.
| Club                             | Div.          | Temporada     | Liga  | Liga  | Copas nacionales | Copas nacionales | Copas internacionales | Copas internacionales | Total | Total |
| Club                             | Div.          | Temporada     | Part. | Goles | Part.            | Goles            | Part.                 | Goles                 | Part. | Goles |
| -------------------------------- | ------------- | ------------- | ----- | ----- | ---------------- | ---------------- | --------------------- | --------------------- | ----- | ----- |
| Stade de Reims Francia           | 1.ª           | 2021-22       | 1     | 0     | 1                | 0                | —                     | —                     | 2     | 0     |
| Stade de Reims Francia           | 1.ª           | 2022-23       | 3     | 0     | 0                | 0                | —                     | —                     | 3     | 0     |
| K. A. S. Eupen · Bélgica         | 1.ª           | 2022-23       | 10    | 0     | 0                | 0                | —                     | —                     | 10    | 0     |
| K. A. S. Eupen · Bélgica         | Total club    | Total club    | 10    | 0     | 0                | 0                | 0                     | 0                     | 10    | 0     |
| Stade de Reims Francia           | 1.ª           | 2023-24       | 5     | 0     | 0                | 0                | —                     | —                     | 5     | 0     |
| Stade de Reims Francia           | Total club    | Total club    | 9     | 0     | 1                | 0                | 0                     | 0                     | 10    | 0     |
| F. C. Stade Lausanne-Ouchy Suiza | 1.ª           | 2023-24       | 10    | 1     | —                | —                | —                     | —                     | 10    | 1     |
| F. C. Stade Lausanne-Ouchy Suiza | Total club    | Total club    | 10    | 1     | 0                | 0                | 0                     | 0                     | 10    | 1     |
| Círculo de Brujas · Bélgica      | 1.ª           | 2024-25       | 29    | 3     | 2                | 0                | 8                     | 0                     | 39    | 3     |
| Círculo de Brujas · Bélgica      | Total club    | Total club    | 29    | 3     | 2                | 0                | 8                     | 0                     | 39    | 3     |
| Total carrera                    | Total carrera | Total carrera | 58    | 4     | 3                | 0                | 8                     | 0                     | 69    | 4     |